# Sclerophilacris
Sclerophilacris är ett släkte av insekter. Sclerophilacris ingår i familjen gräshoppor.
Kladogram enligt Catalogue of Life:
| Sclerophilacris | \| \| Sclerophilacris corticola \| \| \| \| \| \| Sclerophilacris tabatingana \| \| \| \| |
|                 | \| \| Sclerophilacris corticola \| \| \| \| \| \| Sclerophilacris tabatingana \| \| \| \| |
|                 | Sclerophilacris corticola                                                                 |
|                 |                                                                                           |
|                 | Sclerophilacris tabatingana                                                               |
|                 |                                                                                           |